# Machurucuto
Machurucuto es un pueblo ubicado en el Municipio Pedro Gual del estado Miranda, en Venezuela. Se encuentra en la desembocadura del río Cúpira. Su principal actividad económica es el turismo debido a la gran belleza de sus playas de arena blanca. Es la capital de la parroquia homónima. Su población es de 2.148 habitantes (2023).

## Historia
En 1967, una fuerza guerrillera conformada por cubanos y venezolanos desembarcó en esta población, con el objetivo de derrocar el constitucional gobierno de Raúl Leoni, pero fueron derrotados rápidamente. El desembarco de Machurucuto ocasionó la ruptura de relaciones entre Cuba y Venezuela.